# تپه یخچالی

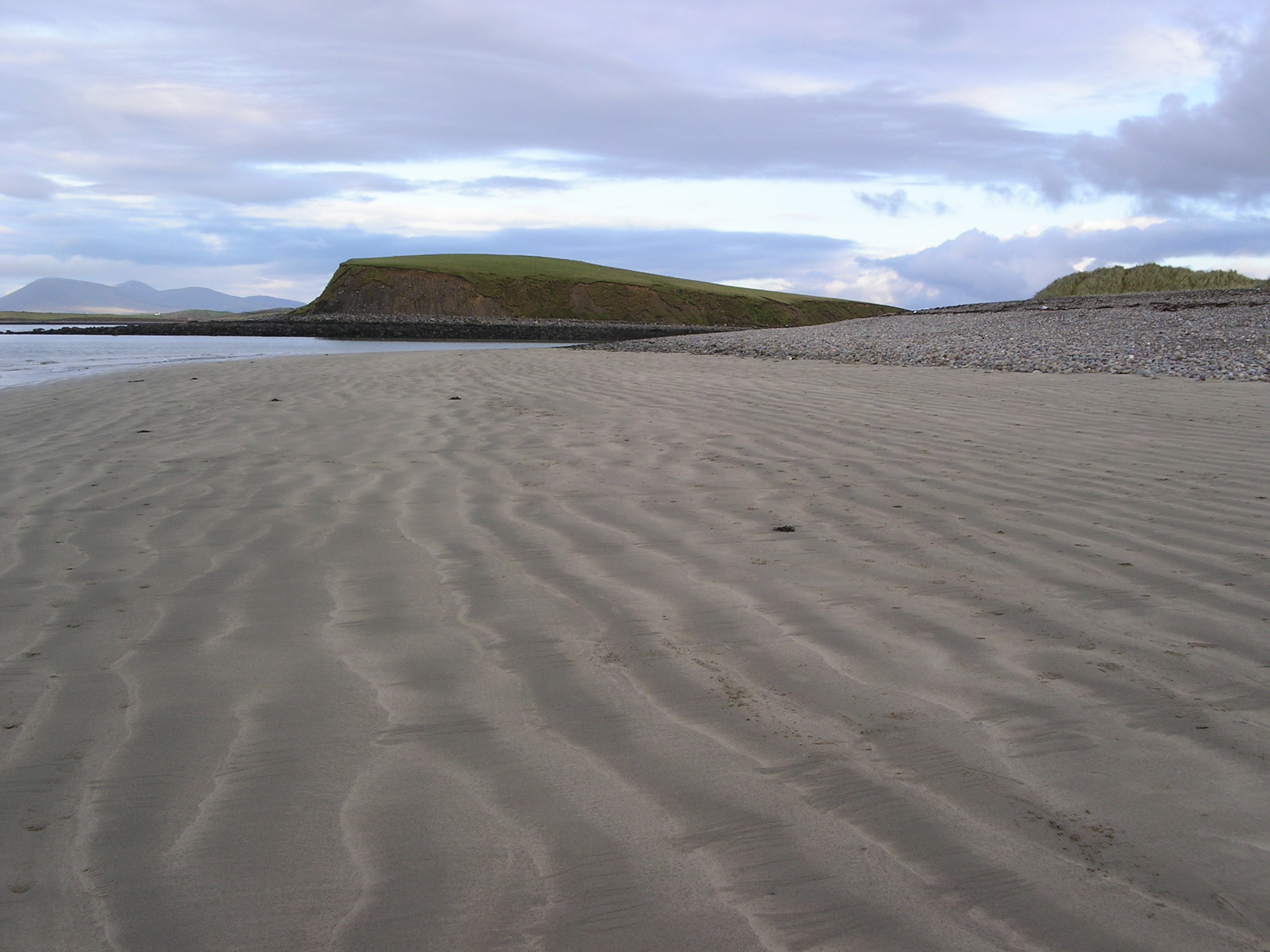
یک تپه یخچالی در خلیج کلو در بخش مایو در ایرلند.

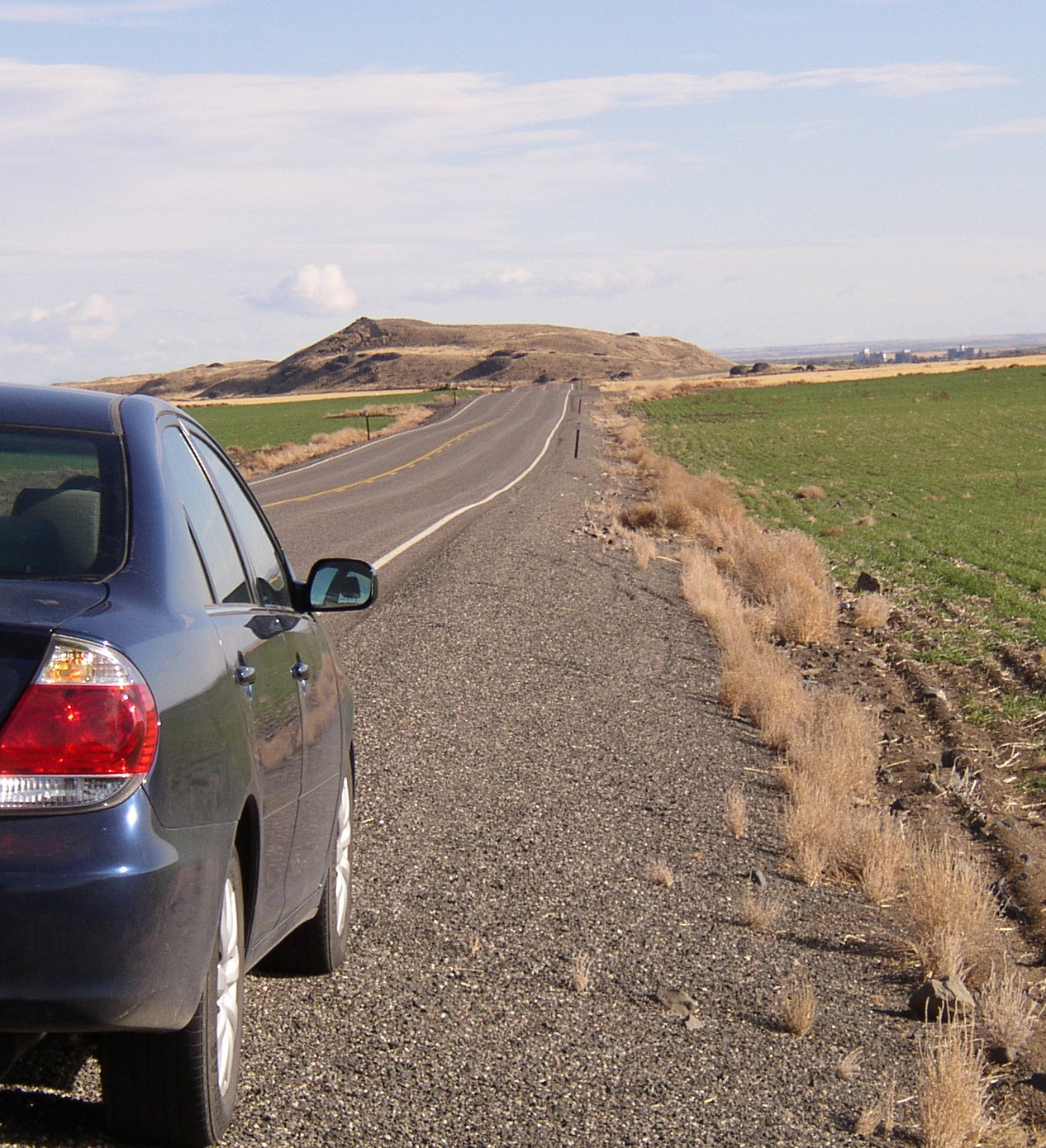
یک تپه یخچالی در دشت یخرفت ویترو و تپه یخچالی دریاچه جیمسون در ایالت واشینگتن آمریکا.

تپه یخچالی یا تپه یخساری یا خاگه (به انگلیسی: Drumlin) یا تپهٔ تخم مرغی در جغرافیا به تپه‌های کوتاه تخم‌مرغی‌شکل و پیوسته گفته می‌شود که از نظر اندازه متفاوتند و گاه به درازای ۲ کیلومتر و بلندی ۹۰ متر دیده می‌شوند.
تپه‌های یخچالی در نتیجه فعالیت یخچال‌های طبیعی پدید می‌آیند.